# Jüdischer Friedhof (Homburg)

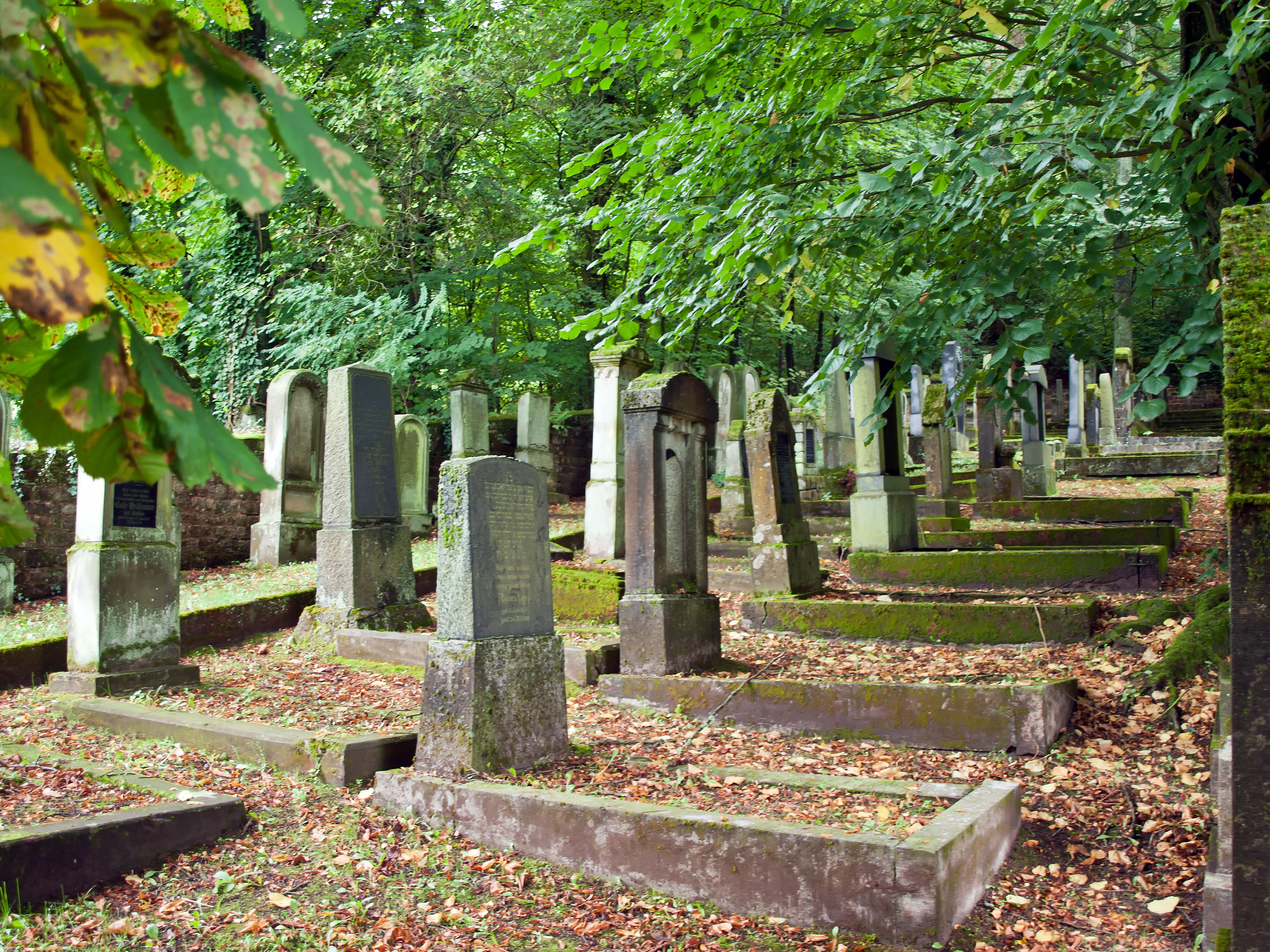
Jüdischer Friedhof in Homburg

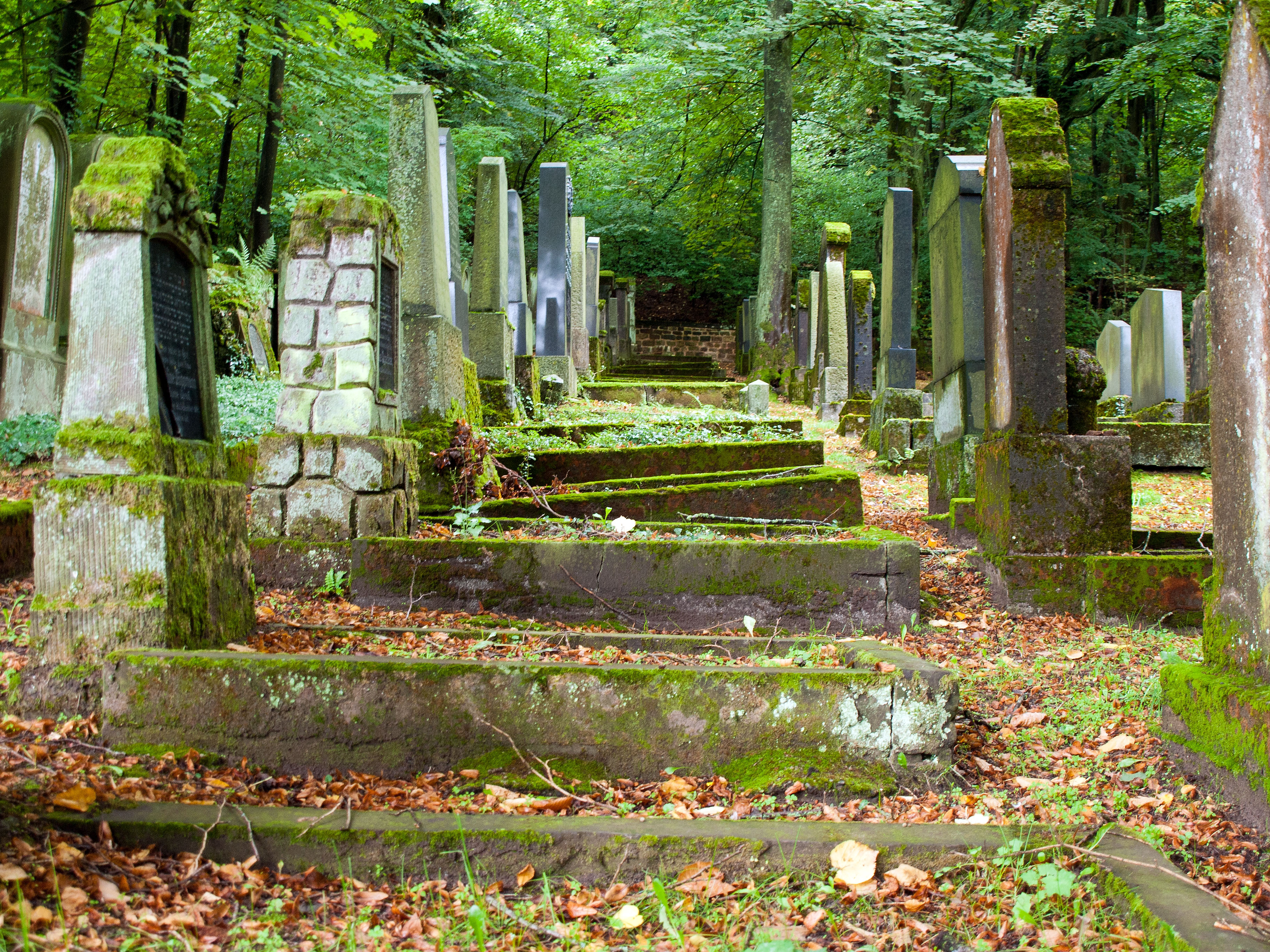

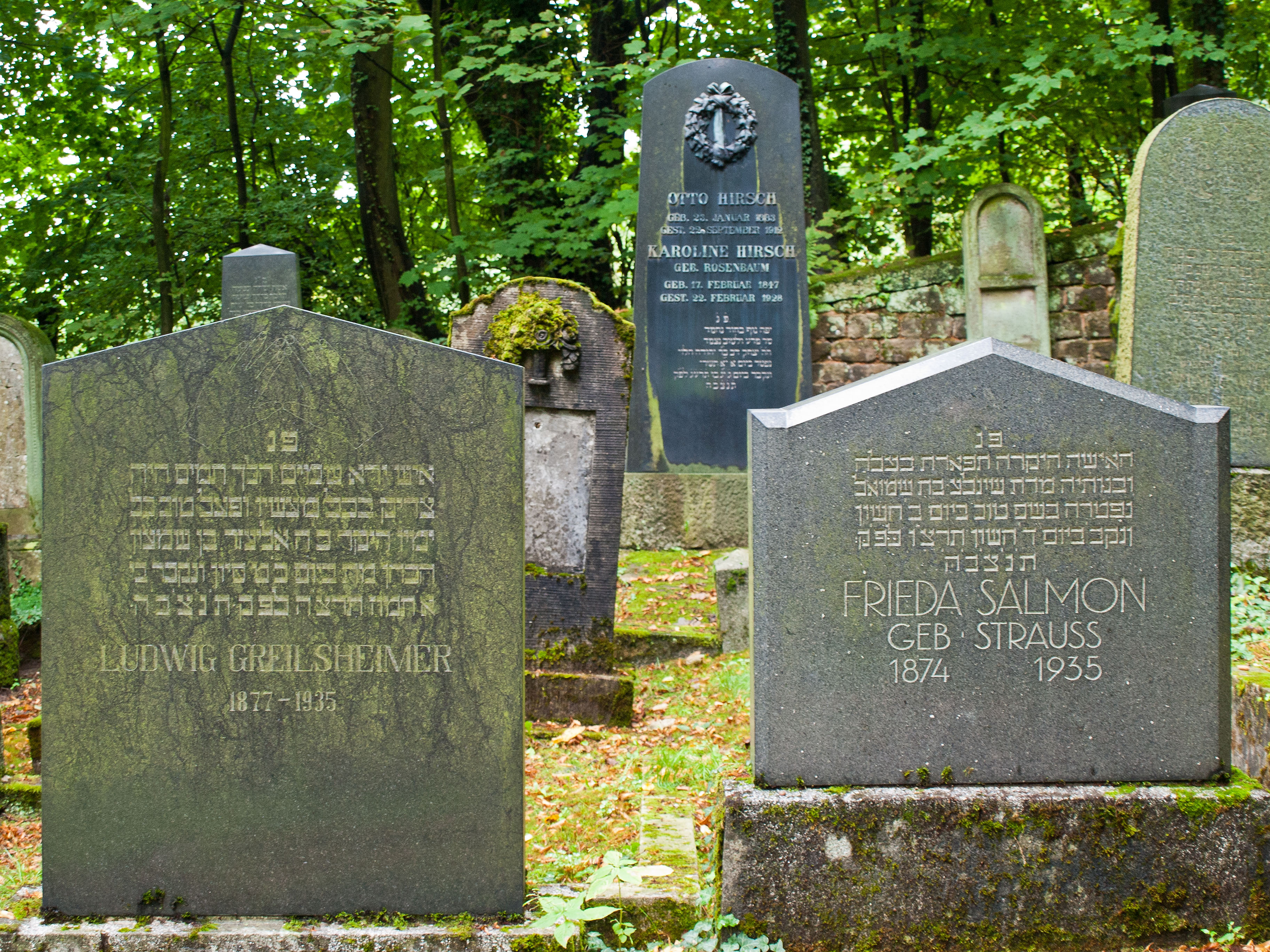

Der Jüdische Friedhof Homburg in der Stadt Homburg im Saarpfalz-Kreis im Saarland ist ein Baudenkmal. Er liegt in der Friedhofsstraße vor der Leichenhalle in der Nachbarschaft des städtischen Friedhofs.

## Geschichte
Im 17. und 18. Jahrhundert wurden die jüdischen Verstorbenen auf dem Friedhof in Blieskastel bestattet. Der Friedhof in Homburg wurde seit 1824 belegt. 1845 und Ende der 1870er Jahre wurde er erweitert und hat seit 1918 seine bis heute bestehende Gestalt. Die bisher letzte Beerdigung war 2006. Auf dem Friedhof befinden sich etwa 190 Grabsteine. Der möglicherweise älteste erhaltene Stein stammt aus dem Jahr 1823.
Auf dem Ende 1934 eingeweihten neuen Friedhof in Homburg fand nie eine Bestattung statt.